# 小沢健志
小沢 健志（おざわ たけし、1925年1月9日  - 2019年7月4日）は、日本の写真評論家、写真研究家。

## 人物
東京出身。日本大学法文学部卒業。九州産業大学大学院教授、日本写真芸術学会名誉会長などを歴任。写真評論家としては金丸重嶺の弟子にあたる。
日本の幕末から明治期の古写真蒐集の第一人者であり、近代日本の初期写真史研究に先鞭を付けた人物で、多くの著述刊行、講演を行った。
1991年設立の「日本写真芸術学会」にも関わり、設立当初は副会長（3人のうちの1人、初代会長は渡辺義雄）、続いて第2代会長（1998年就任）を歴任した。2002年に会長を退任し名誉会長となった。
2019年7月4日、老衰により死去。

## 主な編著書
- 『勝海舟 写真秘録』尾崎秀樹共編著、講談社, 1974
- 『日本写真全集』全12巻、第一アートセンター共編、小学館, 1985-88年
- 「ニューヨーク らかんスタジオと鈴木らかん」らかん、1987年 監修
- 「幕末 写真の時代」筑摩書房、1994年／ちくま学芸文庫、1996年
  - 「幕末 写真の時代 第2版」筑摩書房、2010年
- 「幕末・明治の写真」ちくま学芸文庫、1997年
- 「写真 明治の戦争」 筑摩書房、2001年
- 「写真で見る幕末・明治」 世界文化社　1990年、新版2000年
- 「古写真で見る失われた城」 世界文化社、2000年
- 「古写真で見る幕末・明治の美人図鑑」 世界文化社、2001年
- 「古写真で見る江戸から東京へ」 世界文化社、2001年
他に山川出版社で「幕末写真集」を多数監修
- 「写真で見る関東大震災」 ちくま文庫、2003年
- 「写真 日露戦争」 ちくま学芸文庫、2010年（半藤一利共編）

## 受賞歴
- 日本写真協会賞功労賞（1990年）